# Veryan
Veryan är en ort och civil parish i Storbritannien.   Den ligger i grevskapet Cornwall och riksdelen England, i den södra delen av landet, 400 km väster om huvudstaden London. Veryan ligger 53 meter över havet och antalet invånare är 945.
Terrängen runt Veryan är platt. Havet är nära Veryan åt sydost.  Närmaste större samhälle är Truro, 10,6 km nordväst om Veryan. 